# バービーとチェルシー 消えた誕生日
『バービーとチェルシー 消えた誕生日』（バービーとチェルシー きえたたんじょうび、Netflixでは「バービー&チェルシー: 消えたバースデー」、原題：Barbie & Chelsea: The Lost Birthday）は、カナダのCGアニメーション・スタジオであるメインフレーム・スタジオで制作されたバービーシリーズのコンピュータアニメーション長編ファンタジー映画作品。2021年4月16日にNetflixで独占公開された。
日本ではカートゥーン ネットワークで2021年7月4日に日本語吹き替え版が放送されていた。

## 声の出演
| 役名             | 俳優                   | 日本語吹替 |
| ---------------- | ---------------------- | ---------- |
| バービー         | アメリカ・ヤング       | 小清水亜美 |
| チェルシー       | キャシディ・ネーバー   | 味里       |
| スキッパー       | キルステン・デイ       | 小松由佳   |
| ステイシー       | カサンドラ・モリス     | 野水伊織   |
| マーガレット     | リサ・フーソン         | 土井真理   |
| ジョージ         | グレッグ・チュン       | 竜門睦月   |
| ドン             | ベン・プロンスキー     | 魚建       |
| アルリーン       | ライラ・バージンズ     | 斉藤貴美子 |
| ポーター         | ジェイコブ・クレイナー | 菊池正美   |
| 船長             | ナキア・バリス         | 有賀由樹子 |
| アイスクリーム男 | ジェイコブ・クレイナー | 砂山哲英   |
| 吸血鬼           | ジェイコブ・クレイナー | 木内太郎   |

## 日本語版制作スタッフ
- 翻訳：岡部康子
- 演出：古屋智子
- 音響：浅倉務
- スタジオ：IYUNO MEDIA GROUP、IYUNO STUDIOS

## テーマソング
- 『今日という日（MAKE A NEW DAY）』
  - 歌：チェルシー（アンジェラ・チューバック）、ダービー（小清水亜美）、ケルシー（味里）、レイシー（野水伊織）、スニッパー（小松由佳）

- 翻訳：岡部康子
- 音楽演出：市之瀬洋一
- 音響：江崎貴生
- スタジオ：IYUNO MEDIA GROUP、IYUNO STUDIOS